# Dudusa coreana
Dudusa coreana är en fjärilsart som beskrevs av Kentaro Nakatomi 1977. Dudusa coreana ingår i släktet Dudusa och familjen tandspinnare. Inga underarter finns listade i Catalogue of Life.